# Sarah Edith Wynne
Sarah Edith Wynne   (Treffynnon, 11 de març de 1842 - 24 de gener de 1897) va ser una soprano i cantant de concerts d'òpera gal·lesa.

## Joventut
Wynne era la tercera filla de Robert Wynne i Harriet Davies Wynne. El seu pare era sastre. Va fer una gira a Gal·les als 12 anys com a cantant. Va estudiar cant amb Richard Scarisbrick a Liverpool i Ciro Pinsuti a la Royal Academy of Music, on va ser beca Westmoreland de 1863 a 1864. Posteriorment va estudiar amb Pietro Romani i Luigi Vannuccini a Florència.
Els seus germans Robert, Richard i Llew Wynne, i la seva germana gran Kate Wynne Matthison, també eren cantants. L'actriu Edith Wynne Matthison era la seva neboda i homònima.

## Carrera
Les seves primeres aparicions van ser a sales de concerts i teatres provincials. Va fer el seu debut a Londres el juny de 1862 en els concerts organitzats per Ellis Roberts, i va cantar poc després, el 4 de juliol de 1862 al "St. James's Hall", en el concert en gal·lès de John Thomas. Wynne va cantar als Estats Units amb Janet i John Patey i Charles Santley el 1871-1872, i al "Boston Handel Festival" de 1874. També va aparèixer a l'òpera al "The Crystal Palace" entre 1869 i 1871 com a Arline a la Maritana de Wallace i com a Lady Edith a The rival Beauties de Randegger, però es va destacar principalment pel seu cant de cançons d'art i balades, i les seves aparicions als Reid Concerts a Edimburg.
Després del seu matrimoni el 1875, es va dedicar cada cop més a ensenyar oratori i cant de balades. Va cantar per última vegada a Londres el 1894.

## Vida personal
Es va casar amb un advocat armeni format a Cambridge, Aviet Agabeg, el 1875. Van tenir dues filles, Isabel Myfanwy, que es va convertir en músic a l'edat adulta, i Gwladys Edith Victoria, que va morir poc després de néixer el 1878. Sarah Edith Wynne Agabeg va morir a la seva casa de Londres el 24 de gener de 1897, als 54 anys, i va ser enterrat al cementiri de Hampstead.